# Vlag van Pyrénées-Atlantiques

Vlag van Pyrénées-Atlantiques

De vlag van Pyrénées-Atlantiques is de niet-officiële vlag van het Franse departement Pyrénées-Atlantiques. Net als de meeste andere departementen van Frankrijk heeft Pyrénées-Atlantiques geen officiële vlag, maar wordt de hier rechts afgebeelde vlag op niet-officiële wijze gebruikt. De vlag is afgeleid van het wapen van dit departement.
De vlag is verdeeld in vier kwartieren. Hier is een beschrijving van de elk kwartieren:
1. Linksboven (rood veld): Een gouden ketting in een ruitvormig patroon, met een centrale groene smaragd.
2. Rechtsboven (geel veld): Twee rode runderen, elk met een blauwe hoorn en bel, geplaatst boven elkaar.
3. Linksonder (geel en blauw veld): Aan de linkerzijde staat een rode leeuw met een speer op een geel veld, terwijl aan de rechterzijde een blauwe achtergrond een gouden Franse lelie bevat.
4. Rechtsonder (rood veld): Een gele of gouden leeuw op een rood veld.

Deze vlag is ontworpen om verschillende historische en culturele elementen van het departement Pyrénées-Atlantiques samen te brengen. Het ontwerp is een combinatie van het wapens van de voormalige gebieden waaruit het departement is ontstaan. De kettingen zijn het symbool van Neder-Navarra; de twee runderen zijn het symbool van Béarn. Het derde kwartier toont het wapen van de regio Labourd en het vierde kwartier toont de leeuw van de Soule.

Wapen van Neder-Navarra
Wapen van Béarn
Wapen van Labourd (ook die van Ustaritz)
Wapen van Soule